# Wangen an der Aare
Wangen an der Aare est une commune suisse du canton de Berne, située dans l'arrondissement administratif de Haute-Argovie dont elle est le chef-lieu.

## Géographie

### Situation
La petite ville historique de Wangen an der Aare se trouve sur la rivière Aar, entre Soleure et Olten.

Photo aérienne par Walter Mittelholzer (1925)

### Transports
- Ligne ferroviaire CFF Bienne-Soleure-Olten
- Autoroute A1, Genève-Berne-Sankt Margrethen
- Ligne de bus pour Langenthal

## Histoire
En septembre 2023, les habitants acceptent d'intégrer la commune voisine de Wangenried à leur territoire par 484 voix contre 65. La fusion est effective depuis le 1er janvier 2024.

## Curiosités
- Noyau médiéval.
- Pont couvert, construit en 1552.
- Église réformée de la Sainte-Croix et de Sainte-Marie.
- Château de Wangen an der Aare : l’établissement de ce château de bailliage ainsi que de la bourgade de Wangen datent probablement du XIIIe siècle, créés par les comtes von Kyburg[5]. Le château, bâti au nord-est, protégeait la traversée de l’Aar ainsi que l’accès à la bourgade.

L’édifice fut rénové complètement entre 1630 et 1687.
- Musée local.